# 윌러드관박쥐
윌러드관박쥐(Rhinolophus willardi)는 관박쥐과에 속하는 박쥐의 일종이다. 콩고민주공화국의 토착종이다.

## 특징
작은 박쥐로 머리부터 몸까지 길이는 61~73mm, 어깨 길이는 49.7~51.5mm, 꼬리 길이는 22~26mm이다. 귀 길이는 24.2~29mm이고 몸무게는 최대 16g이다. 털은 길고 양털처럼 부드럽다. 등 쪽은 갈색-회색인 반면에 복부 쪽은 회색빛을 띠며 밝다.